# 托马斯·安舒茨
托马斯·波洛克·安舒茨（Thomas Pollock Anshutz ，1851年10月5日—1912年6月16日）是一位美国画家，以其肖像画和风俗画闻名。作为湯姆·艾金斯的得意弟子，他接替老师在宾夕法尼亚美术学院培养出了许多学生。

## 生平

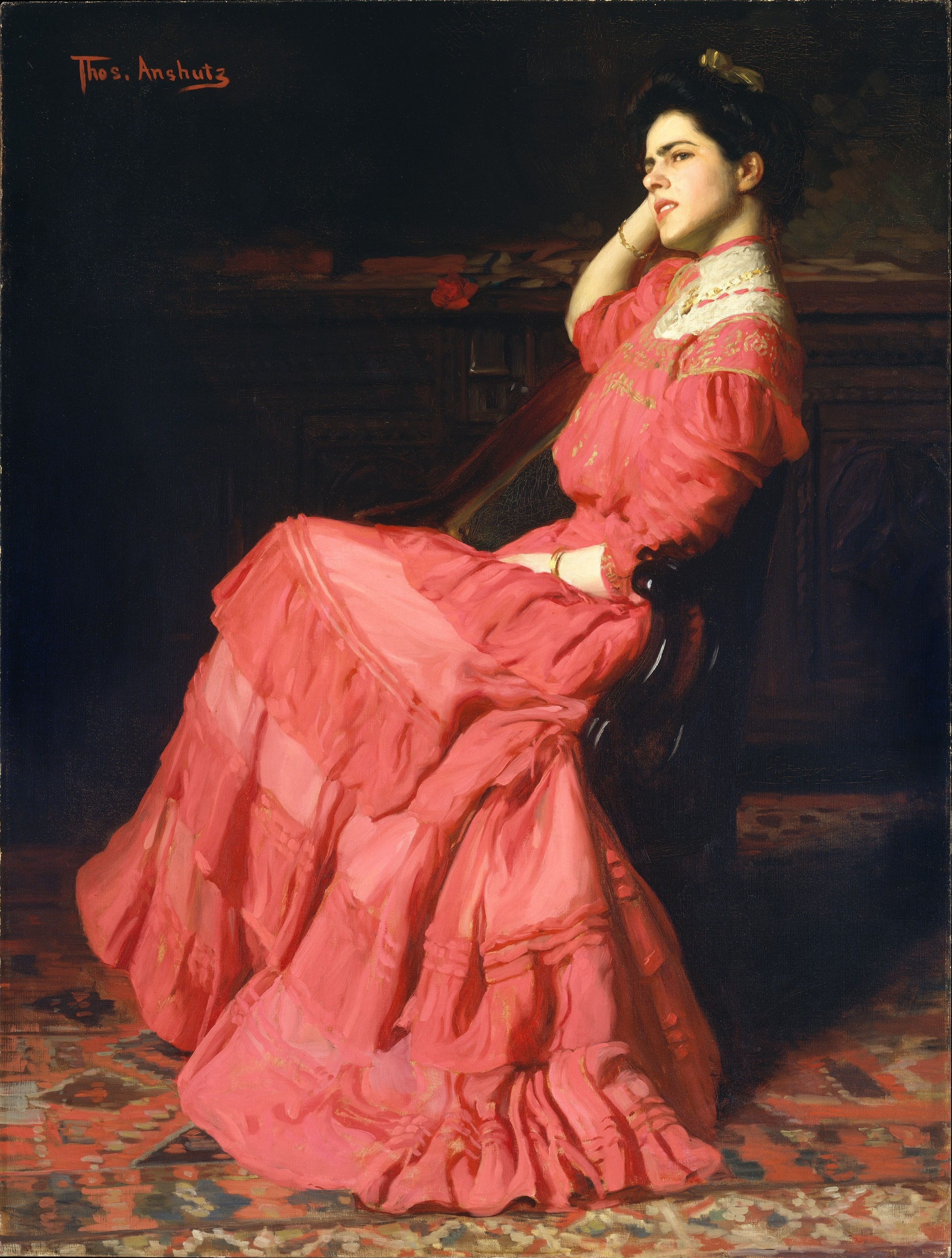
《一朵玫瑰》，1907年，大都会艺术博物馆

他于1851年出生于肯塔基州纽波特，在惠灵长大。1870年代初，他在国家设计学院学习，师从莱缪尔·威尔玛斯勒。1875年，他前往费城，在费城素描俱乐部（Philadelphia Sketch Club）师从汤姆·艾金斯。1876年，安舒茨就读宾夕法尼亚美术学院，同年埃金斯也开始在那里任教，教授解剖学。1878年，安舒茨成为埃金斯的助手，最终在后者晋升为绘画教授时接替 他之前的职务。1880年，还是学生的安舒茨完成了他的第一部重要作品《中午时分的铁场工人》（The Ironworkers' Noontim）。1886年，埃金斯被迫从学院辞职，原因是他在全女性或男女混合班级里用了全裸男模特。但安舒茨没有为他的导师辩护，并与其他老师共同签署了一封致费城素描俱乐部的信，要求将埃金斯开除出俱乐部。
1892年，他与埃菲·罗素（Effie Shriver Russell）结婚，在巴黎度蜜月时，安舒茨同时也在朱利安学院上课。1893年，他们返回费城。安舒茨一家定期在新泽西州的霍利海滩度假，他在那里尝试过水彩画等技术。他绘制过不少风景画，但主要以肖像画出名。1898年，他和休·布雷肯里奇在费城郊外共同创办了达比学校（Darby School），一所强调外光主义的暑期学校。1910年，他当选国家设计学院准院士，此外也曾是费城素描俱乐部的主席。
晚年，他宣称自己是社会主义者，1911年秋因身体不佳而退休，1912年6月16日去世。

## 评价
安舒茨继承了埃金斯在学院的职位，教出过伊丽莎白·斯巴霍克-琼斯、乔治·卢克斯、查尔斯·德穆斯、约翰·斯隆、查尔斯·希勒、埃弗雷特·希恩、約翰·馬林、威廉·格拉肯斯、罗伯特·亨利等许多学生。根据艺术史学家桑福德·施瓦茨（Sanford Schwartz）的说法，作为一名教师，安舒茨“以其平易近人和犀利著称”。